# 하루카역
하루카역(일본어: 春賀駅 하루카에키[*])은 일본 에히메현 오즈시에 있는 시코쿠 여객철도 요산선의 역이다. 역 번호는 S16이며, 단선 승강장 1면 1선의 구조를 지닌 지상역이다.

## 역 주변
- 시코쿠 전력 오즈 송전소

## 역사
- 1961년 10월 20일 : 개업.
- 1987년 4월 1일 : 민영화에 따라, 시코쿠 여객철도로 이관.

## 인접 정차역
| 시코쿠 여객철도 요산선      | 시코쿠 여객철도 요산선 | 시코쿠 여객철도 요산선  |
| --------------------------- | ---------------------- | ----------------------- |
| S 15 하타키 무카이바라 방면 | 요산 선                | 고로 S 17 이요오즈 방면 |